# Moldvai Kiss Andrea
Moldvai Kiss Andrea (1967. január 6. –) magyar színművésznő.

## Életpályája
1967-ben született. A tatabányai Árpád Gimnáziumban érettségizett. 1985-1988 között a kaposvári Csiky Gergely Színház csoportos szereplője volt. 1988-1992 között a Színház- és Filmművészeti Főiskola hallgatója volt. 1992-1994 között a szolnoki Szigligeti Színház, 1994-2003 között a Radnóti Színház tagja volt. Később játszott a tatabányai Jászai Mari Színházban, a Nemzeti Színházban, az Új Színházban, valamint több független produkcióban is.
Férje, Mucsi Zoltán színész. Három közös gyermekük van.

## Filmes és televíziós szerepei
- Szeressük egymást, gyerekek! (1996)
- Jóban rosszban (2008) ...Nagy Csilla
- Munkaügyek (2012) ...Masszőr
- A besúgó (2022) ...Geri édesanyja
- Együtt kezdtük (2022) ...Juli anyja
- Pepe (2023) ...Katalin
- A renitens (2024) ...Fanni anyja

## Díjai és kitüntetései
- Jászai Mari-gyűrű (2005)